# Spododes fiamina
Spododes fiamina là một loài bướm đêm trong họ Geometridae.